# Epidendrum polyanthum
Epidendrum polyanthum es una especie de orquídea epífita del género Epidendrum.  

## Descripción
Es una orquídea de tamaño mediano a grande, con hábitos de epífitas y terrestres con un tallo erecto, cilíndrico, de caña como envuelto basalmente por unas pocas vainas escariosas y que están basalmente juntas, coriáceas, linear-lanceoladas, agudas de color verde oscuro. Florece en una inflorescencia terminal, erecta, de 45 cm de largo, forrado, de 5 a 20  flores con la apertura de flores en sucesión en el verano, pero es posible varias veces al año.

## Distribución y hábitat
Se encuentra en Chiapas en México, Guatemala, Belice, El Salvador, Honduras, Nicaragua, Costa Rica, Panamá, Venezuela y Brasil en los bosques pre-montanos húmedos en elevaciones de 914 a 2.000 metros.  

## Taxonomía
Epidendrum polyanthum fue descrita por John Lindley y publicado en The Genera and Species of Orchidaceous Plants 106. 1831.
Etimología
Ver: Epidendrum
polyanthum: epíteto latino que significa "con muchas flores".
Sinonimia
- Epidendrum polystachyum Pav. ex Lindl. (1831)
- Epidendrum bisetum Lindl. (1841)
- Epidendrum funiferum C.Morren (1848)
- Epidendrum colorans Klotzsch (1851)
- Epidendrum lansbergii Regel (1855)
- Epidendrum glumibracteum Rchb.f. (1863)
- Maxillaria glumibracteum (Rchb.f.) Hemsl. (1884)
- Epidendrum verrucipes Schltr. (1918)
- Epidendrum quinquelobum Schltr. (1923)
- Epidendrum hondurense Ames (1933)[4][5]